# Heterolophus nitens
Espèce
Heterolophus nitens est une espèce de pseudoscorpions de la famille des Tridenchthoniidae.

## Distribution
Cette espèce est endémique du Brésil.

## Publication originale
- Tömösváry, 1884 : Adatok az álskorpiók ismeretéhez (Data ad cognitionem Pseudoscorpionum). Természetrajzi Füzetek, vol. 8, p. 16-27.